# The Eminem Show
Albums de Eminem
The Marshall Mathers LP
(2000) 8 Mile Soundtrack
(2002)
Singles
1. Without Me
Sortie : 25 avril 2002
2. Cleanin' Out My Closet
Sortie : 13 aoüt 2002
3. Superman
Sortie : 27 janvier 2003
4. Sing for the Moment
Sortie : 17 mars 2003
5. Business
Sortie : 22 juillet 2003

The Eminem Show est le quatrième album studio du rappeur Eminem sorti en 2002 sur les labels Aftermath Entertainment et Interscope, et le premier sur son propre label Shady Records. Eminem produit la majorité des titres. L'album connaît un succès critique et public similaire au précédent puisqu'il atteindra les 22 millions de ventes dans le monde. Certifié 12 fois disque de platine aux États-Unis, il est l'album le plus vendu de l'année 2002 dans le monde.

## Sortie
The Eminem Show a été, à l’origine, planifié pour sortir en juin 2002. Cependant, des copies pirates de l’album sont apparues dans les réseaux peer-to-peer et disponibles au marché noir. L’album sort alors le 28 mai pour combattre le piratage, et même à partir du 26 mai dans plusieurs magasins aux États-Unis[réf. nécessaire].

## Contenu
The Eminem Show est un album réflectif, moins centré sur la vie d'Eminem que The Marshall Mathers LP et faisant davantage la part belle à ses opinions. Son contenu lyrique diffère de ses albums précédents. Eminem évoque ici plusieurs sujets tels que son enfance (« Cleanin' Out My Closet »), le gouvernement fédéral des États-Unis et le terrorisme (« Square Dance »), sa conviction pour l’assaut qu’il a commis en 2002 (« Soldier »), les problèmes qu’il a eus à cause de sa célébrité (« Say Goodbye Hollywood »), son statut en tant que rappeur et sa vision de la société américaine (« Sing for the Moment ») et sa relation avec son ex-épouse Kim et sa fille Hailie (Hailie's Song). La chanson « Say What You Say » avec Dr. Dre est quant à elle une attaque contre Jermaine Dupri. Contrairement à The Marshall Mathers LP, cet album n’a pas été jugé misogyne ou homophobe. Eminem reste toutefois toujours obscène dans ses paroles. Par exemple « Drips » est tellement obscène qu’elle ne figure pas dans la version clean de l’album et a été remplacée par quatre secondes de silence.
Dans la chanson Hailie's Song, la phrase « abort her » est censurée, quand il dit « God, I'm a daddy, I'm so glad that her mom didn't abort her » (« Je suis père, je suis si heureux que sa maman ne l'ait pas avortée »).
La fille d'Eminem, Hailie Jade Scoot, chante dans le titre «My Dad’s Gone crazy».
La « version propre » de The Eminem Show censure beaucoup de mots obscènes, en comparaison de ses autres albums. Cependant, les mots comme « goddamn », « bitch », et « ass » n’ont pas été censurés. La chanson « Drips » ne figure pas sur cette version et a été remplacée par quatre secondes de silence. Cependant, certaines copies incluent une version éditée de la chanson.

## Expanded Edition
Le 24 mai 2022, Eminem annonce sur les réseaux sociaux la sortie d'une version rallongée de l'album (expanded edition)  pour célébrer les 20 ans de sa sortie. Cette réédition est publiée le 26 mai 2022, 20 ans jour pour jour après la sortie initiale. Elle contient les versions instrumentales de certains titres, des freestyles ainsi que des versions live de morceaux interprétés avec son ami Proof au Tramps de New York et au Fuji Rock Festival au Japon. Cette nouvelle édition comprend également 4 titres inédits qui n'avaient pas été conservés sur l'album : Stimulate (qui apparait sur un disque bonus de la bande originale de 8 Mile), Bump Heads et The Conspiracy Freestyle (présents sur d'autres sorties de Shady Records) et enfin Jimmy, Brian, and Mike qui était originellement prévu pour figurer dans The Marshall Mathers LP avant d'être retiré, pour lequel Eminem a dû re-enregistré la première partie du premier couplet et du refrain pour cette expanded edition car ils étaient en très basses qualité. L'album sort tout d'abord en streaming. Les éditions vinyle CD et cassette sortiront plus tard dans l'année.

## Réception

### Réception critique
Dès sa sortie, l’album reçoit des critiques favorables de la majorité des critiques. C'est un grand succès pour Eminem. Sur Metacritic, 75 % des revues sont favorables. L'album est considéré par la communauté hip hop comme un classique du rap américain.

### Réception commerciale
L'album est un grand succès dès sa sortie, en se vendant 1,41 million de copies vendues lors de la première semaine[Où ?]. L'album est en tête du Billboard 200 pendant 5 semaines, et figure plus de 350 semaines dans ce classement en août 2018. Les singles de l’album étaient aussi un grand succès dans les classements musicaux.
The Eminem Show est l'album le plus vendu en 2002. En 2003, lors de la 45e cérémonie des Grammy Awards, l’album a été nommé pour l'album de l’année et gagne le prix du meilleur album de rap. Il se classe 84e sur la liste des meilleurs albums de l’an 2000, publiée par le magazine Rolling Stone. L’album a reçu des opinions favorables par la majorité des critiques[réf. nécessaire].
En novembre 2013, le magazine américain Complex établit la liste des meilleurs albums d'Eminem et le classe 2e, juste derrière The Marshall Mathers LP.

## Liste des titres
N.B. : Tous les titres sont produits par Eminem, sauf les titres 3, 17 et 19 (Dr. Dre seul). Jeff Bass coproduit les titres 2, 4, 10, 12 et 13, et Denaun Porter le titre 16. La production exécutive est signée Dr. Dre.
| No  | Titre                                       | Paroles                                                 | Producteur(s)         | Durée |
| --- | ------------------------------------------- | ------------------------------------------------------- | --------------------- | ----- |
| 1.  | Curtains Up (skit)                          |                                                         | Eminem                | 0:30  |
| 2.  | White America                               | Eminem                                                  | Eminem, Jeff Bass     | 5:24  |
| 3.  | Business                                    | Eminem                                                  | Dr. Dre               | 4:11  |
| 4.  | Cleanin' Out My Closet                      | Eminem                                                  | Eminem, Jeff Bass     | 4:58  |
| 5.  | Square Dance                                | Eminem                                                  | Eminem                | 5:24  |
| 6.  | The Kiss (skit)                             |                                                         | Eminem                | 1:16  |
| 7.  | Soldier                                     | Eminem                                                  | Eminem                | 3:46  |
| 8.  | Say Goodbye Hollywood                       | Eminem                                                  | Eminem                | 4:33  |
| 9.  | Drips (featuring Obie Trice)                | Eminem, Obie Trice                                      | Eminem                | 4:45  |
| 10. | Without Me                                  | Eminem                                                  | Eminem                | 4:50  |
| 11. | Paul Rosenberg (skit)                       |                                                         |                       | 0:23  |
| 12. | Sing for the Moment                         | Eminem, Steven Tyler                                    | Eminem, Jeff Bass     | 5:40  |
| 13. | Superman (featuring Dina Rae)               | Eminem                                                  | Eminem, Jeff Bass     | 5:50  |
| 14. | Hailie's Song                               | Eminem                                                  | Eminem                | 5:21  |
| 15. | Steve Berman (skit)                         |                                                         |                       | 0:33  |
| 16. | When the Music Stops (featuring D12)        | Eminem, Swifty McVay, Kuniva, Kon Artis, Proof, Bizarre | Eminem, Denaun Porter | 4:29  |
| 17. | Say What You Say (featuring Dr. Dre)        | Eminem                                                  | Dr. Dre               | 5:09  |
| 18. | 'Till I Collapse (featuring Nate Dogg)      | Eminem, Nate Dogg                                       | Eminem                | 4:57  |
| 19. | My Dad's Gone Crazy (featuring Hailie Jade) | Eminem                                                  | Dr. Dre               | 4:28  |
| 20. | Curtains Close (skit)                       |                                                         | Eminem                | 1:00  |

| 1.  | Stimulate                                                                              | - Mathers - Bass                                                                                   | - Eminem - Bass                          | 5:03 |
| 2.  | The Conspiracy Freestyle                                                               | Mathers                                                                                            | Eminem                                   | 2:50 |
| 3.  | Bump Heads (featuring 50 Cent, Lloyd Banks & Tony Yayo)                                | - Mathers - Curtis Jackson - Christopher Lloyd - Marvin Bernard                                    | Eminem                                   | 4:41 |
| 4.  | Jimmy, Brian and Mike                                                                  | - Mathers - Young - Elizondo - Resto - Ronnie DeVoe - Ricky Bell - Ralph Tresvant - Michael Bivins | - Dr. Dre - Mike Elizondo - Eminem (co.) | 3:21 |
| 5.  | Freestyle #1 (en concert au Tramps de New York / 1999)                                 | - Mathers - Rob Parissi - Melissa Elliott - Timothy Mosley                                         | Eminem                                   | 1:17 |
| 6.  | Brain Damage (en concert au Tramps de New York / 1999)                                 | - Mathers - J. Bass - Mark Bass                                                                    | Eminem                                   | 1:24 |
| 7.  | Freestyle #2 (en concert au Tramps de New York / 1999)                                 | Mathers                                                                                            | Eminem                                   | 0:52 |
| 8.  | Just Don't Give a Fuck (en concert au Tramps de New York / 1999)                       | - Mathers - J. Bass - M. Bass                                                                      | Eminem                                   | 3:15 |
| 9.  | The Way I Am (featuring Proof) (en concert au Fuji Rock Festival, Japon / 2001)        | - Mathers - Holton                                                                                 | Eminem                                   | 3:43 |
| 10. | The Real Slim Shady (featuring Proof) (en concert au Fuji Rock Festival, Japon / 2001) | Mathers                                                                                            | Eminem                                   | 4:45 |
| 11. | Business (instrumentale)                                                               | | Dr. Dre                                  | 4:11 |
| 12. | Cleanin' Out My Closet (instrumentale)                                                 | | Eminem, Jeff Bass                        | 5:42 |
| 13. | Square Dance (instrumentale)                                                           | | Eminem                                   | 6:17 |
| 14. | Without Me (instrumentale)                                                             | | Eminem, Bass, DJ Head                    | 4:48 |
| 15. | Sing for the Moment (instrumentale)                                                    | | Eminem, Jeff Bass                        | 6:23 |
| 16. | Superman (instrumentale)                                                               | | Eminem, Jeff Bass                        | 7:02 |
| 17. | Say What You Say (instrumentale)                                                       | | Dr. Dre                                  | 5:06 |
| 18. | 'Till I Collapse (instrumentale)                                                       | | Eminem                                   | 5:45 |

## Clips
1. Without Me
2. Cleanin' Out My Closet
3. White America
4. Sing for the Moment
5. Superman

## Samples
- « Without Me » sample le titre « Buffalo Gals » de Malcolm McLaren (1983) ainsi que le titre « Rap Name » de son ami Obie Trice (2002).
- « Sing for The Moment » est basée sur Dream On d'Aerosmith. Eminem a invité Steven Tyler pour donner une nouvelle fraîcheur au titre. Cependant, il a considéré que les nouvelles parties vocales proposées par Tyler n'avaient pas le même dynamisme que celles de la version originale ; il conservera donc la partie vocale de celle-ci. Eminem a également demandé à Joe Perry d'effectuer une improvisation de guitare qui figure sur le nouveau morceau.
- « Hailie's Song » devait à l'origine sampler le célèbre « While My Guitar Gently Weeps » des Beatles. George Harrison avait donné son autorisation à Eminem ; mais après le décès d'Harrison, la femme de ce dernier se rétracte et Eminem est contraint de retravailler les arrangements de son morceau. Eminem explique : « George a écouté le titre « Hailie's Song » avant de nous quitter et l'a aimé. [...] sa femme a désormais les droits sur sa musique et a dit non, j'ai donc dû reprendre le morceau[22] ». Le titre reste cependant inspiré du tube des Beatles (certains accords identiques et mélodie similaire sur le refrain).

## Culture populaire
La chanson « 'Till I Collapse » est utilisée dans la publicité télévisée du jeu vidéo Call of Duty: Modern Warfare 2 sorti en 2009 et dans des bandes annonces de séries ou films comme Entourage ou Real Steel.
« Say Goodbye To Hollywood » est utilisée dans le film Alpha Dog et dans divers documentaires.

## Classements et certifications

### Album
| Pays                    | Association(s)                     | Meilleure position | Certification | Ventes     |
| ----------------------- | ---------------------------------- | ------------------ | ------------- | ---------- |
| Allemagne               | Media Control                      | 1                  | 2 × Platine   | 400 000    |
| Argentine               | CAPIF                              | 1                  | Or            |            |
| Australie ARIA Charts   | ARIA                               | 1                  | 8 × Platine   | 350 000    |
| Autriche                | Media Control Europe               | 1                  | 2 × Platine   |            |
| Brésil                  | ABPD                               | —                  | Or            | 20 000     |
| Canada Albums Chart     | Nielsen SoundScan                  | 1                  | Diamant       | 1 000 000  |
| États-Unis              | Billboard/RIAA                     | 1                  | 12 × Platine  | 12 000 000 |
| Finlande                | IFPI                               | 1                  | 2 × Platine   | 40 000     |
| France                  | SNEP                               | 2                  | 2 × Platine   | 750 400    |
| Hongrie                 | Mahasz                             | 2                  | 2 × Platine   | 30 000     |
| Italie                  | FIMI                               | 1                  | Or            | 25 000     |
| Mexique                 | AMPROFON                           | 3                  | Or            | 40 000     |
| Mexique - International | AMPROFON                           | 1                  | Or            | 40 000     |
| Norvège                 | VG Nett                            | 1                  | Platine       |            |
| Nouvelle-Zélande        | RIANZ                              | 1                  | 8 × Platine   | 135 000    |
| Pays-Bas                | NVPI/Megacharts                    | 1                  | Platine       | 80 000     |
| Royaume-Uni             | BPI/The Official UK Charts Company | 1                  | 4 × Platine   | 1 500 000  |
| Suède                   | GLF                                | 1                  | 2 × Platine   |            |
| Suisse                  | Media Control                      | 1                  | 3 × Platine   | 60 000     |
| Union européenne        | IFPI                               | 1                  | 5 × Platine   |            |

### Singles
| Année | Titre                    | Classements / positions | Classements / positions | Classements / positions | Classements / positions | Classements / positions | Classements / positions |
| Année | Titre                    | Billboard Hot 100       | Top 40                  | Hot Rap Singles         | Rhythmic Top 40         | Top 40 Mainstream       | Top 40                  |
| ----- | ------------------------ | ----------------------- | ----------------------- | ----------------------- | ----------------------- | ----------------------- | ----------------------- |
| 2002  | "Without Me"             | 2                       | 1                       | 5                       | 1                       | 1                       | 1                       |
| 2002  | "Cleanin' Out My Closet" | 4                       | 4                       | 5                       | 2                       | 7                       | 5                       |
| 2003  | "Business"               | —                       | 6                       | —                       | —                       | —                       | —                       |
| 2003  | "Superman"               | 15                      | —                       | 10                      | 5                       | 10                      | 9                       |
| 2003  | "Sing for the Moment"    | 14                      | 6                       | 10                      | 18                      | 5                       | 5                       |